# Clepsis clemensiana
Clepsis clemensiana es una especie de polilla del género Clepsis, categorizada en la tribu Archipini, de la subfamilia Tortricinae.

## Distribución
Se distribuye por Estados Unidos.

## Taxonomía
Fue descrita por Fernald en 1879 y publicada en (Tortrix), Can. Ent. 11: 155.